# Código de Catalogação Anglo-Americano
O Código de Catalogação Anglo-Americano (em inglês: Anglo-American Cataloguing Rules) - 2ª edição (CCAA2, ou AACR2 a partir da sigla em inglês) é um compêndio de regras para a criação de descrições bibliográficas e para a escolha, a construção e a atribuição dos pontos de acesso (cabeçalhos) representando pessoas, localizações geográficas e entidades coletivas, além de títulos uniformes representando obras e expressões publicada em 1978. 
A primeira edição do Código de Catalogação Anglo Americano, foi publicada em 1967 a partir de uma colaboração entre a American Library Association (ALA), a Canadian Library Association e a Library Association com a finalidade de padronizar as regras para a descrição bibliográfica o que resultou em duas versões das regras em inglês, uma norte-americana e outra britânica. Em 1988, foi publicada uma revisão do AACR2 em folhas soltas e demais revisões ocorreram em 1998 e 2002. A partir de 2004 o Joint Steering Committee for Revision of AACR comitê responsável pelas revisões do código deu início a construção da 3ª edição do AACR2, que devido ao grande número de mudanças realizadas passou a ser denominado Resource Description and Access (RDA), ou seja, um novo código de catalogação. 

## Histórico das edições brasileira
A primeira edição brasileira das "Anglo-American Cataloguing Rules", foi publicada em 1969, com adaptações do bibliotecário Abner Lellis Corrêa Vicentini, responsável por sua tradução; que resultaram em fins didáticos para as entidades do curso no país. Surgindo mais tarde, a segunda edição, que continha a nova forma de descrição bibliográfica, publicada em 1978. Traduzida paulatinamente para o português, a mencionada obra foi publicada em dois volumes, contendo o primeiro a Parte I do AACR2, relativa à Descrição, além dos Apêndices A à D e do índice correspondente ao texto. O segundo volume compreenderá a Parte II dessas regras, como: Cabeçalhos, Títulos Uniformes e Remissivas, cujos capítulos, já traduzidos, devem sofrer acurada revisão.
A segunda edição do Código, também contém um capítulo especial sobre nomes geográficos, em que estes nomes apresentam um problema independente. Portanto, isso é uma das partes do conteúdo do AACR2, que compreende estrutura, regras gerais impressas e Apêndices. E que ao longo do tempo, vem contribuindo efetivamente para a conscientização dos especialistas em Catalogação desse processo técnico no Brasil.